# Judikatur
Als Judikatur (von lateinisch iudicare „richten, urteilen“, judizieren „entscheiden, für Recht erkennen“; veraltet auch dijudizieren) bezeichnet man nach verbreiteter Meinung die verbindliche Feststellung bestrittenen, bezweifelten oder gefährdeten Rechts im Einzelfall durch ein vom Staat berufenes selbständiges und unabhängiges Organ.
Soweit diese Tätigkeit von Richtern in richterlicher Unabhängigkeit ausgeübt wird und streitentscheidenden Charakter hat, spricht man auch von Judikative oder Rechtsprechung. Dazu gehören nach positivrechtlichem Verständnis alle Angelegenheiten, die das geltende Recht den Richtern zur Erledigung in richterlicher Unabhängigkeit zuweist.
Die rechtsprechende Gewalt wird gem. Art. 92 GG durch das Bundesverfassungsgericht, durch die im Grundgesetz vorgesehenen Bundesgerichte und durch die Gerichte der Länder ausgeübt. Entscheidungsarten sind Gerichtsurteile und Beschlüsse.
Ein einzelnes Urteil wird meist als Judikat, ein erstmals über eine wesentliche Rechtsfrage entscheidendes Urteil als Präjudiz bezeichnet. 
Bei der Rechtsanwendung benötigen die Richter ein besonderes juristisches Urteilsvermögen und Fingerspitzengefühl (Judiz).
Neben der Auslegung und Anwendung geltenden Rechts besteht die Judikatur zu einem wesentlichen Teil aus richterlicher Rechtsfortbildung und der Schaffung von Richterrecht insbesondere auf Gebieten, die gesetzlich nur lückenhaft geregelt sind wie beispielsweise dem Arbeitsrecht.